# 布格拉基 (拉多梅什利區)
50°41′51″N 29°0′26″E / 50.69750°N 29.00722°E
布格拉基（烏克蘭語：Буглаки）是烏克蘭北部的村莊，隸屬日托米爾州的日托米爾區。該村面積0.29平方公里，海拔高度168米，2001年人口36，人口密度每平方公里123.71人。